# Абрамс, Стейси
Стейси Ивонн Абрамс (англ. Stacey Yvonne Abrams [ˈeɪbrəmz]; род. 9 декабря 1973) — американский политик, юрист, активистка и публицист, работала в Палате представителей штата Джорджия с 2007 по 2017 годы, занимая пост лидера меньшинства с 2011 по 2017 год. Будучи членом Демократической партии, Абрамс основала в 2018 году организацию «Справедливая борьба» (Fair Fight Action), занимающуюся вопросами подавления избирательной активности. Её усилия привели к повышению явки избирателей в штате Джорджия, в том числе на президентских выборах 2020 года, на которых победу одержал Джо Байден, а также на выборах в Сенат США в 2020-21 гг. и на внеочередных выборах, которые дали демократам контроль над Сенатом. В 2021 году Абрамс была номинирована на Нобелевскую премию мира за её усилия на выборах 2020 года.
Стейси Абрамс была кандидатом от Демократической партии на губернаторских выборах 2018 года в штате Джорджия, став первой афро-американской женщиной-губернатором от основной партии в Соединённых Штатах. Она проиграла Брайану Кемпу на губернаторских выборах, запомнившихся обвинениями Кемпа в подавлении избирателей.

## Образование
В 1995 году Стейси Абрамс получила степень бакалавра по междисциплинарным исследованиям (политология, экономика и социология) в колледже Spelman Во время учёбы в колледже она работала в отделе по работе с молодежью в офисе мэра Атланты Мэйнарда Джексона. Позже она прошла стажировку в Агентстве по охране окружающей среды США.
Будучи стипендиатом Гарри С. Трумэна, Стейси Абрамс изучала государственную политику в Школе по связям с общественностью Линдона Б. Джонсона Техасского университета в Остине, где в 1998 году получила степень магистра по связям с общественностью. В 1999 году она получила степень доктора юриспруденции в Йельской школе права.

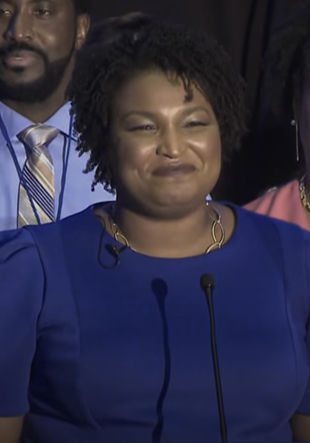
Стейси Абрамс в окружении своих сторонников и сотрудников предвыборной кампании после победы в праймериз Демократической партии на губернаторских выборах в штате Джорджия.

## Карьера в юриспруденции и бизнесе
После окончания юридического факультета Стейси Абрамс работала налоговым консультантом в юридической фирме Sutherland Asbill & Brennan в Атланте, специализируясь на освобожденных от налогообложения организациях, здравоохранении и государственных финансах. В 2010 году, будучи членом Генеральной Ассамблеи Джорджии, Стейси Абрамс была соучредителем и старшим вице-президентом корпорации «NOW Corp. (ранее NOW Account Network Corporation), компании, оказывающей финансовые услуги.
Стейси Абрамс также является соучредителем компании Nourish, Inc., которая специализируется на производстве напитков для младенцев и детей младшего возраста, и генеральным директором Sage Works, юридической консалтинговой фирмы, которая представляла интересы клиентов, в том числе Atlanta Dream Женской национальной баскетбольной ассоциации.

## Политическая карьера
В 2002 году в возрасте 29 лет Стейси Абрамс была назначена заместителем городского прокурора города Атланты.

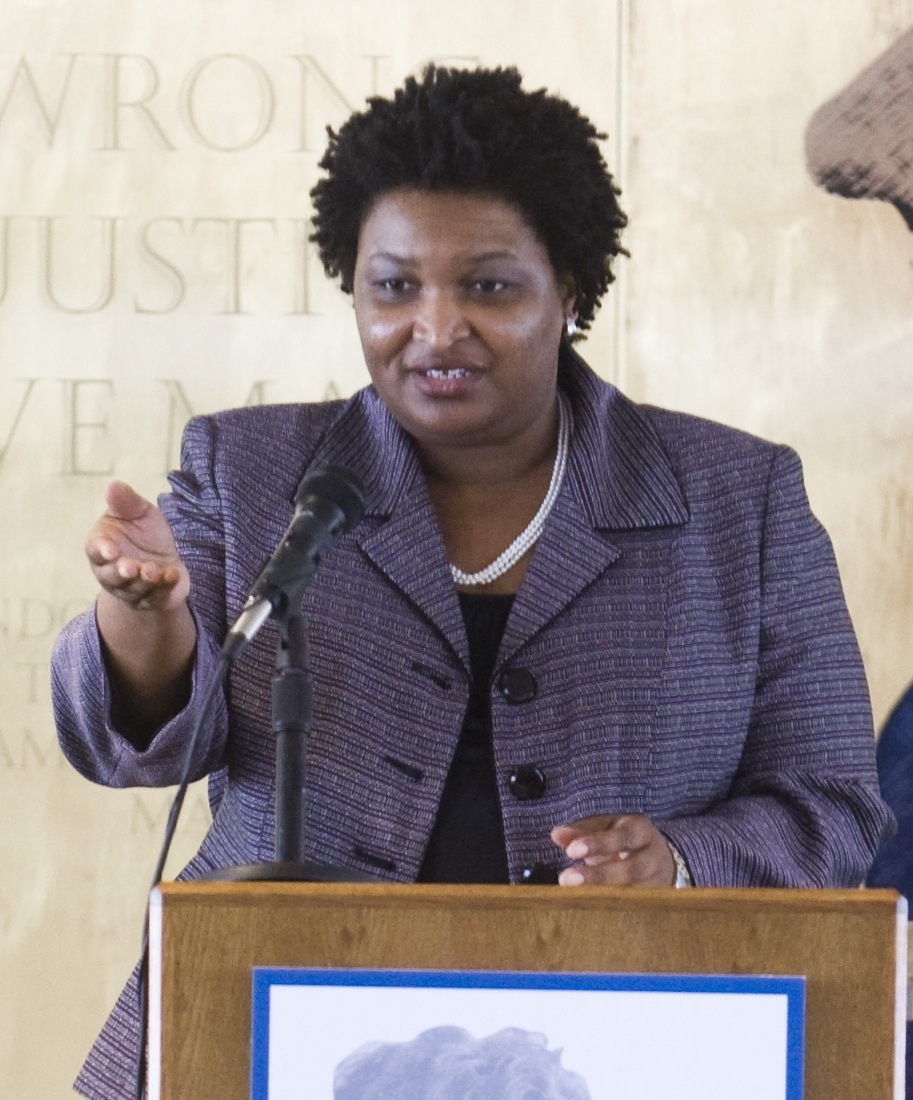
Стейси Абрамс

### Генеральная Ассамблея штата Джорджия, 2007—2017 годы
В 2006 году Абрамс баллотировалась в 89-й округ Палаты представителей штата Джорджия. Абрамс баллотировалась на внутрипартийных выборах Демократической партии против бывшего законодателя штата Джорджия Мэддокса и политтехнолога Декстера Портера. Она одержала победу, набрав 51 % голосов.
В ноябре 2010 года демократическое собрание избрало Стейси Абрамс преемником ДюБозе Портера в качестве лидера меньшинства вместо Вирджила Флудда Первым крупным действием Стейси Абрамс в качестве лидера меньшинства было сотрудничество с администрацией губернатора-республиканца Натана Дила с целью реформирования программы стипендий „Надежда“. Она поддерживала закон 2011 года, который сохранил программу „НАДЕЖДА“, сократив сумму стипендий, выплачиваемых студентам из Джорджии, и профинансировав 1%-ную программу кредитования студентов под низкие проценты.
Согласно журналу Time, Абрамс „может убедительно похвастаться тем, что в одиночку остановила самый большой рост налоговой нагрузки в истории Джорджии“ В 2011 году Абрамс утверждала, что предложение республиканцев сократить подоходный налог при одновременном увеличении налога на кабельное телевидение приведет к чистому увеличению налогового бремени на большую часть населения. Она провела анализ законопроекта, который показал, что 82 % населения Джорджии увидят чистый рост налогов, и оставила копию анализа на столе у каждого законодателя Палаты представителей. Впоследствии законопроект не провалился.
Также работала с компанией Deal над реформами в сфере уголовного правосудия, которые позволили сократить расходы на содержание в тюрьмах без повышения уровня преступности, а также с республиканцами по крупнейшему в истории государственному пакету финансирования общественного транспорта.
25 августа 2017 года Абрамс вышла из Генеральной Ассамблеи, чтобы сосредоточиться на своей губернаторской кампании.

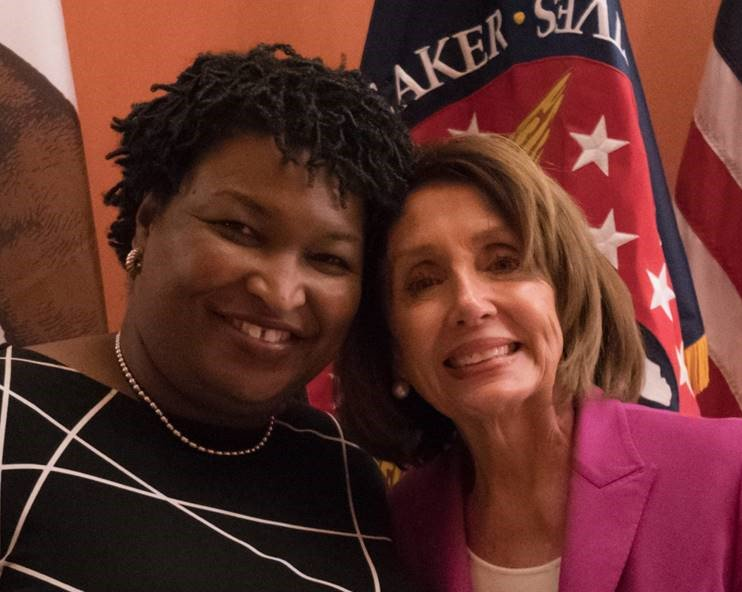
Нэнси Пелоси встречается со Стейси Абрамс.

### Губернаторская кампания 2018 года
Абрамс баллотировалась на пост губернатора штата Джорджия в 2018 г.. 22 мая она победила в праймериз Демократической партии, став первой чернокожей женщиной в США, выдвинувшей свою кандидатуру на пост губернатора от крупной партии..
После победы на праймериз получила поддержку ряда высокопоставленных лиц, в том числе бывшего президента Барака Обамы.
Как секретарь штата Джорждия, Брайан Кемп отвечал за выборы и регистрацию избирателей во время выборов. В период с 2012 по 2018 год офис Кемпа аннулировал более 1,4 миллиона регистраций избирателей, при этом только в 2017 году было аннулировано почти 700 000. За одну ночь в июле 2017 года регистрацию аннулировали полмиллиона избирателей. По данным The Atlanta Journal-Constitution, эксперты по избирательному праву заявили, что это „может представлять собой самое крупное массовое бесправие в истории США“. Кемп наблюдал за аннулированием регистрации все ещё занимая пост госсекретаря и произошло это через восемь месяцев после того, как заявил, что собирается баллотироваться на пост губернатора. Группа журналистских расследований, возглавляемая Грегом Паластом, обнаружила, что из приблизительно 534 000 жителей штата Джорджия, чьи регистрации избирателей были аннулированы в период с 2016 по 2017 год, более 334 000 все ещё проживали там, где они были зарегистрированы. Избиратели не были уведомлены о том, что они были очищены. Паласт в конечном итоге подал в суд на Кемпа, заявив, что более 300 000 избирателей были очищены незаконно.
К началу октября 2018 года более 53 000 заявлений о регистрации избирателей были приостановлены офисом Кемп, при этом более 75 % из них принадлежали к меньшинствам.
Окружной судья Эми Тотенберг установила, что офис Kemp нарушил закон до и сразу после среднесрочных выборов 2018 г. В решении, вынесенном против Kemp, окружной судья Эми Тотенберг установила, что офис Kemp нарушил закон „О помощи Америке при подсчете голосов“.
Абрамс проиграла на выборах 50 000 голосов и не стала оспаривать результаты. В своей речи, завершающей кампанию, она объявила о создании некоммерческой организации „Справедливая борьба“, обладающей избирательным правом, которая подала в федеральный суд иск против государственного секретаря и избирательного совета штата за подавление избирательного процесса.
После проигрыша Абрамс неоднократно заявляла, что выборы были проведены несправедливо, поскольку Брайан Кемп, занимавший в период выборов должность госсекретаря, имел конфликт интересов и подавил явку избирателей, исключив около 670 000 регистраций избирателей в 2017 году, и что около 53 000 избирателей ожидали регистрации за месяц до выборов. Она сказала: „У меня нет эмпирических доказательств того, что я бы набрала большее количество голосов. Однако с юридической точки зрения достаточно сомнений по поводу самого процесса, чтобы утверждать, что это были нечестные выборы“.

### После выборов губернатора
29 января 2019 года лидер меньшинства Сената Чак Шумер (штат Нью-Йорк) объявил, что Абрамс ответит на обращение штата Союза 5 февраля. Она была первой афро-американской женщиной, которая дала опровержение на обращение, а также первой и единственной женщиной, не занимающей должности, которая сделала это с тех пор, как в 1966 году начался ответ штата Союза (СОТУ).
30 апреля 2019 года Абрамс объявила, что она не будет баллотироваться в Сенат США в 2020 году, считая необходимым сосредоточиться на прекращении подавления избирательного процесса.
17 августа 2019 года Абрамс объявил о создании организации „Справедливая борьба 2020“ для оказания финансовой и технической помощи демократам в создании групп по защите избирателей в 20 штатах. Абрамс является председателем организации „Справедливая борьба 2020“.
Во время президентских праймериз 2020 года, Абрамс активно продвигала себя на рассмотрение в качестве кандидата на пост вице-президента Джо Байдена. Байден позже включил Абрамс в короткий список кандидатов на этот пост. Камалу Харрис официально объявили кандидатом на пост вице-президента Байдена 11 августа 2020 года. Абрамс была выбран одним из 17 докладчиков для совместного выступления с основным докладом на Национальном демократическом съезде 2020 года.
После победы Байдена на президентских выборах в США в 2020 году, газеты „Нью-Йорк Таймс“ и „Вашингтон Пост“ отметили, что Абрамс значительно увеличила число голосов за демократов в Джорджии и, по оценкам, способствовала регистрации 800 000 новых избирателей.

### Губернаторская кампания 2022 г.
1 декабря 2021 года Абрамс объявила, что снова будет баллотироваться на пост губернатора Джорджии. Если она выиграет номинацию от Демократической партии, ей, скорее всего, предстоит матч-реванш с Кемпом. Выборы состоятся 8 ноября 2022 года.

## Политические взгляды
Стейси Абрамс выступает за расширение контроля над оружием и против предложений об ужесточении законов об удостоверениях личности избирателей. Она утверждает, что законы об удостоверении личности избирателей лишают права голоса меньшинства и бедные слои населения.

### Здравоохранение
В своей кампании на пост губернатора Абрамс заявила, что её главным приоритетом является расширение программы „Медикейд“. Она привела исследования, показывающие, что расширение программы „Медикейд“ улучшило доступ к медицинской помощи для жителей с низким уровнем доходов и сделало больницы в сельской местности финансово жизнеспособными. Она также разработала план по решению проблемы высокой материнской смертности в Джорджии..

### Образование
Абрамс хотела бы увеличить расходы на государственное образование. Она поддерживает меньшие размеры классов, больше школьных консультантов, защищенные пенсии, лучшую оплату труда учителей и расширенное обучение детей младшего возраста.

### Реформа уголовного правосудия
Абрамс поддерживает реформу системы уголовного правосудия в форме отказа от внесения залога за неимущих обвиняемых, отмены смертной казни и декриминализации владения небольшими количествами марихуаны. Она также поддерживает работу полиции в общинах в целях обеспечения безопасности общин в рамках реформы системы уголовного правосудия..

### Израиль
Абрамс является решительным сторонником Израиля и отвергает „демонизацию и делегитимизацию Израиля, представленную“ кампанией „Бойкот, отказ от прав и санкции“, которую она назвала „антисемитской“.

## Публикации
Под псевдонимом Селена Монтгомери, Абрамс является удостоенным награды автором нескольких романтических романов о неизвестности. По словам Абрамс, она продала более 100 000 копий своих романов. Она написала свой первый роман на третьем курсе юридического факультета Йельского университета и опубликовала свою последнюю книгу в 2009 г. Её юридический триллер „Когда правосудие спит“ должен быть опубликован (под её собственным именем) в мае 2021 г.
Абрамс публикует статьи о государственной политике, налогообложении и некоммерческих организациях. Она является автором книги „Лидер меньшинств“ (Minority Leader: How to Lead from the Outside and Make Real Change) (опубликована Henry Holt & Co. в апреле 2018 года), и „Наше время пришло“: Власть, цель и борьба за справедливую Америку» (Our Time Is Now: Power, Purpose, and the Fight for a Fair America) (опубликована Henry Holt & Co. в июне 2020 года).

## Иные достижения
Абрамс входит в состав совета директоров Комитета по демократическим законодательным кампаниям, Центра американского прогресса, Фонда столичного государственного колледжа Атланты, Центра помощи бездомным «Gateway Center for the Homeless» и Партнерства Джорджии по достижению передового опыта в области образования, а также в состав консультативных советов организации «Грамотность в действии» и «Студенты, обучающиеся в области здравоохранения, предпринимают совместные действия» (HSTAT). Она также входит в Совет посетителей колледжа Агнес Скотт и Университета Джорджии, а также в Совет «За право голоса Америки».
Абрамс получила семь международных стипендий и совершила поездку в «более чем десятки зарубежных стран» для работы над политикой. Она является пожизненным членом Совета по международным отношениям и выступала на Конференции CFR по многообразию в международных делах в 2019 году. Она также выступала в лондонском Чатем-Хаусе, на Форуме действий по национальной безопасности и на конференции, организованной Йельской инициативой Керри и Институтом Джексона по глобальным вопросам В 2019 году Абрамс написала эссе для журнала Foreign Affairs о том, как политика идентичности укрепляет либеральную демократию.
Абрамс была показана в документальном фильме о подавлении избирателей в США «All In: The Fight For Democracy». В нём она рассказывает о борьбе своей семьи за право голоса в Миссисипи и о подавлении избирателей во время губернаторской кампании 2018 года в Джорджии.

## В культуре
В финальной серии четвёртого сезона телесериала Звёздный путь: Дискавери Стейси Абрамс упомянута как президент Объединённой Земли. Сама политик являлась фанатом этого проекта.

## Личная жизнь
Абрамс — вторая из шести детей, рождённых преподобным Кэролайн и преподобным Робертом Абрамсом, родом из Миссисипи. Среди её братьев и сестер Андреа Абрамс, окружной судья США Лесли Абрамс Гарднер, Ричард Абрамс, Уолтер Абрамс и Джанин Абрамс Маклин.
В апреле 2018 года Абрамс написала статью для Fortune, в которой рассказала, что она задолжала 54000 долларов по федеральным налогам и имеет долг в размере 174000 долларов по кредитной карте и студенческому кредиту. Она выплачивала налоговой службе (IRS) поэтапно по плану платежей после отсрочки уплаты налогов за 2015 и 2016 годы, которые, по её словам, были необходимы для оплаты медицинских счетов её семьи. Во время выборов губернатора Джорджии в 2018 году она пожертвовала 50 000 долларов на собственную кампанию. В 2019 году она завершила выплату своей задолженности по налогам в IRS в дополнение к другим непогашенным долгам по кредитным картам и студенческим кредитам, о которых сообщалось во время губернаторской кампании.